# 傑克遜港 (伊利諾伊州)
傑克遜港（英語：Port Jackson）是位於美國伊利諾伊州克勞福德縣的一個非建制地區。該地的面積和人口皆未知。

## 地理
傑克遜港的座標為38°51′49″N 87°46′42″W / 38.86361°N 87.77833°W，而該地的平均海拔高度為139米（即456英尺）。